# Lepidotrigla deasoni
Lepidotrigla deasoni is een straalvinnige vissensoort uit de familie van ponen (Triglidae). De wetenschappelijke naam van de soort is voor het eerst geldig gepubliceerd in 1952 door Herre & Kauffman.